# VMware ThinApp
VMware ThinApp は、VMware が販売するアプリケーションの仮想化及びポータブルアプリケーション化を行うソフトウェアスイートである。旧称 Thinstall。

## 歴史
ThinApp (旧称 Thinstall で知られる) は Jitit Inc. が開発していたが、2008年1月15日に VMware によって買収された。その後コードネーム「VMware Project North Star」としてベータ版が発表された。同年6月10日、VMware は製品名を VMware ThinApp と決定した。Thinstall の体験版は当初、企業にのみ提供されたが、現在では個人でも利用可能である。

## 技術
VMware ThinApp はアプリケーション仮想化ソリューションである。ThinApp はリソースや環境変数、ファイル及びレジストリ・キーを仮想化することで、伝統的なインストール作業なしにアプリケーションを利用可能にする。この仮想環境では、物理的及び仮想リソースが組み合わせられて動作し、仮想化レイヤーはアプリケーションに対し、当該アプリケーションが正しくインストール済みであると錯覚させる。
ThinApp で仮想化されたアプリケーションの実行に際しては、ThinApp のコンポーネントやデバイスドライバをあらかじめインストールする必要がなく、そのためUSBメモリやファイルサーバ/NASから直接実行することができ、またAdministrator権限が必要ない。
ThinApp は .msi ファイルのような標準的なインストーラーから、実行に必要なファイルを含んだ自己展開 EXE ファイルに変換することができる。また同様に、（伝統的な）アプリケーションインストール作業の前後におけるシステムの変化を検出して、ポータブルアプリケーション実行ファイルを作成することもできる。
自己展開 ZIP アーカイブ等とは異なり、ThinApp はアプリケーション実行時に、ディスクにファイルを書き出さないし、システムレジストリに変更を加えることもない。
ThinApp は x86 向け Windows をサポートし、Windows NT 4、2000、XP (64/32)、Vista (64/32)、Server 2003、 Server 2008 (64/32)、Server 2008 R2 (64/32)、Windows 7 (64/32) で動作する。

## ソフトウェア互換性
多くの Windows アプリケーションが VMware ThinApp でポータブルアプリケーション化可能だが、下記のような例外が知られる。
- 動作にデバイスドライバのインストールが必要な場合。必要なデバイスドライバがインストール済みであれば、アプリケーションは問題なく動作する。[8]
- ハードウェアベースのコピーガードが施されている場合。ThinApp はハードディスクのシリアルナンバー等、ハードウェアをも仮想化するが、アプリケーションがMACアドレスやCPUIDを検出する場合、他の PC ではアプリケーションを利用できない。